# Modena

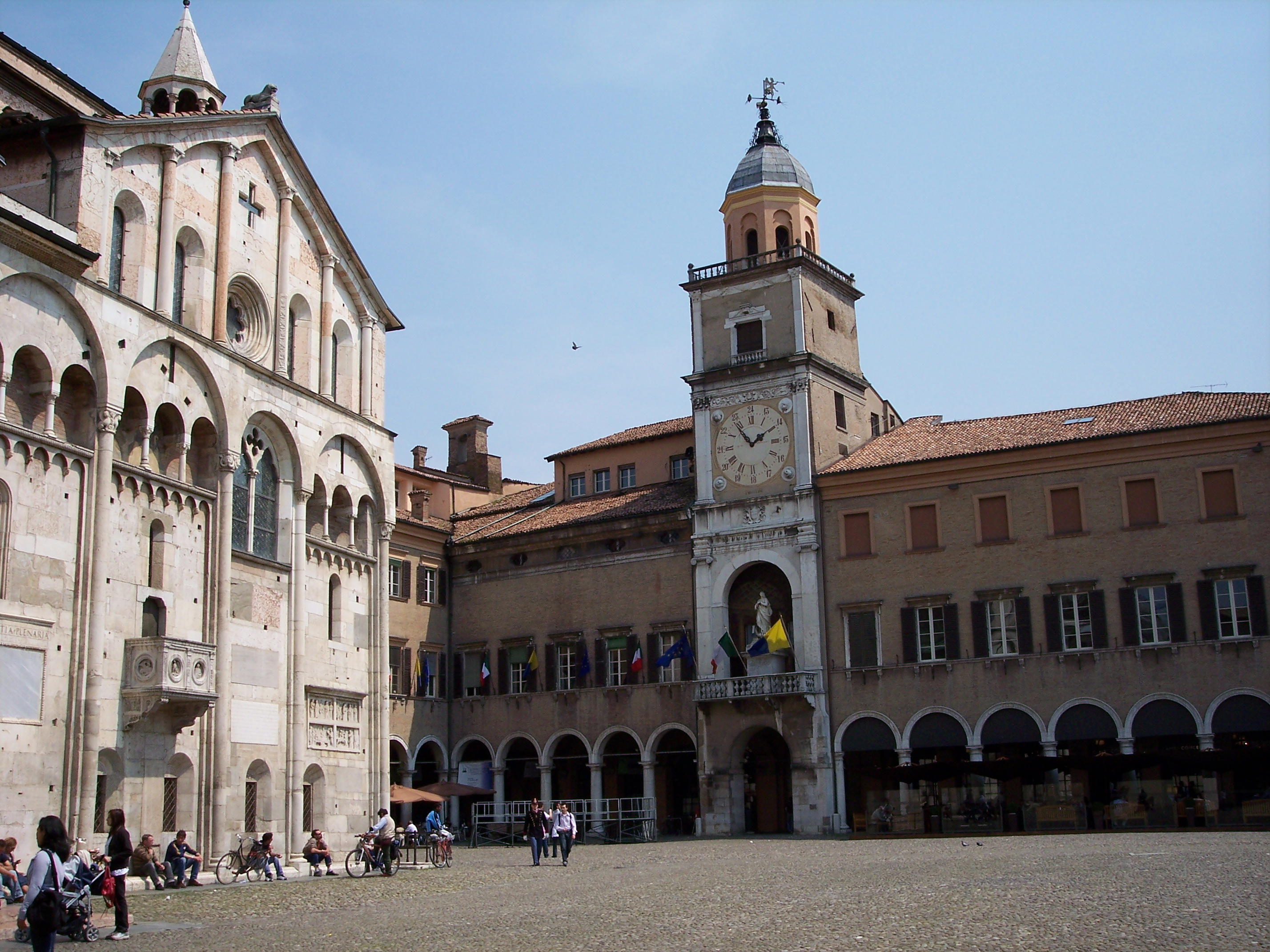
Der Palazzo Comunale (Stadthaus) von Modena geht auf das 12. Jahrhundert zurück. Das heutige Erscheinungsbild erhielt er aber im 16. Jahrhundert. Links ist ein Teil des Doms sichtbar.

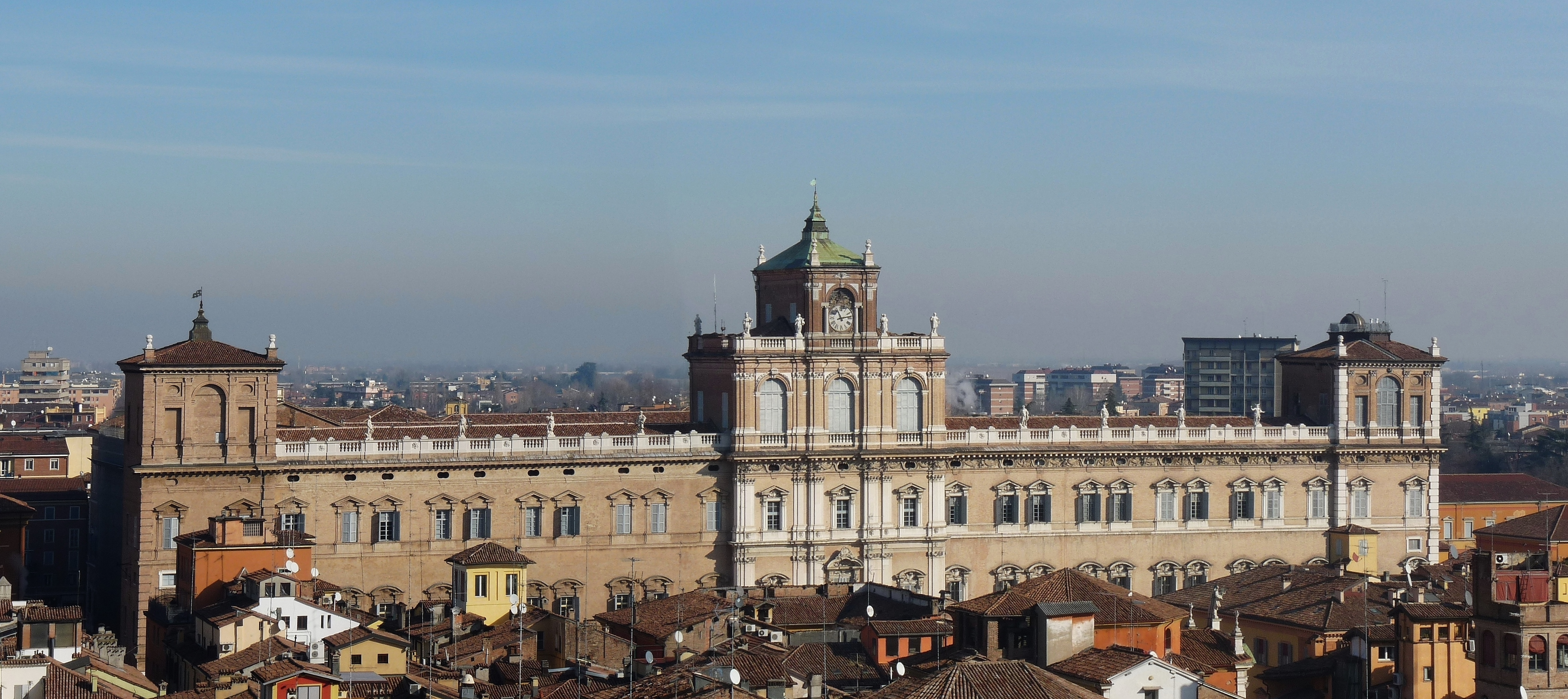
Palazzo Ducale – Der ehemalige Palast der Herzöge von Modena

Modena [ˈmɔːdena] (deutsch veraltet Muden, lateinisch Mutina, im modenesischen Dialekt Mòdna) ist eine norditalienische Universitätsstadt mit 184.597 Einwohnern (Stand 31. Dezember 2023), am südlichen Rand der Po-Ebene gelegen und wenige Kilometer vom Fuß des Apennin entfernt. Die einstige Hauptstadt des Herzogtums Modena und Reggio ist heute eine moderne Industriestadt mit historischem Stadtkern (Centro Storico). Sie befindet sich in der Region Emilia-Romagna in der gleichnamigen Provinz Modena.
Die Universität (Università degli Studi di Modena e Reggio Emilia) mit Sitz in Modena und im nahen Reggio nell’Emilia wurde bereits 1175 gegründet. Daneben gibt es auch eine Akademie der Wissenschaften und der Kunst, ein geophysikalisches Observatorium, eine Militärakademie sowie einen botanischen Garten. Modena ist Sitz eines Erzbischofs.

## Geschichte

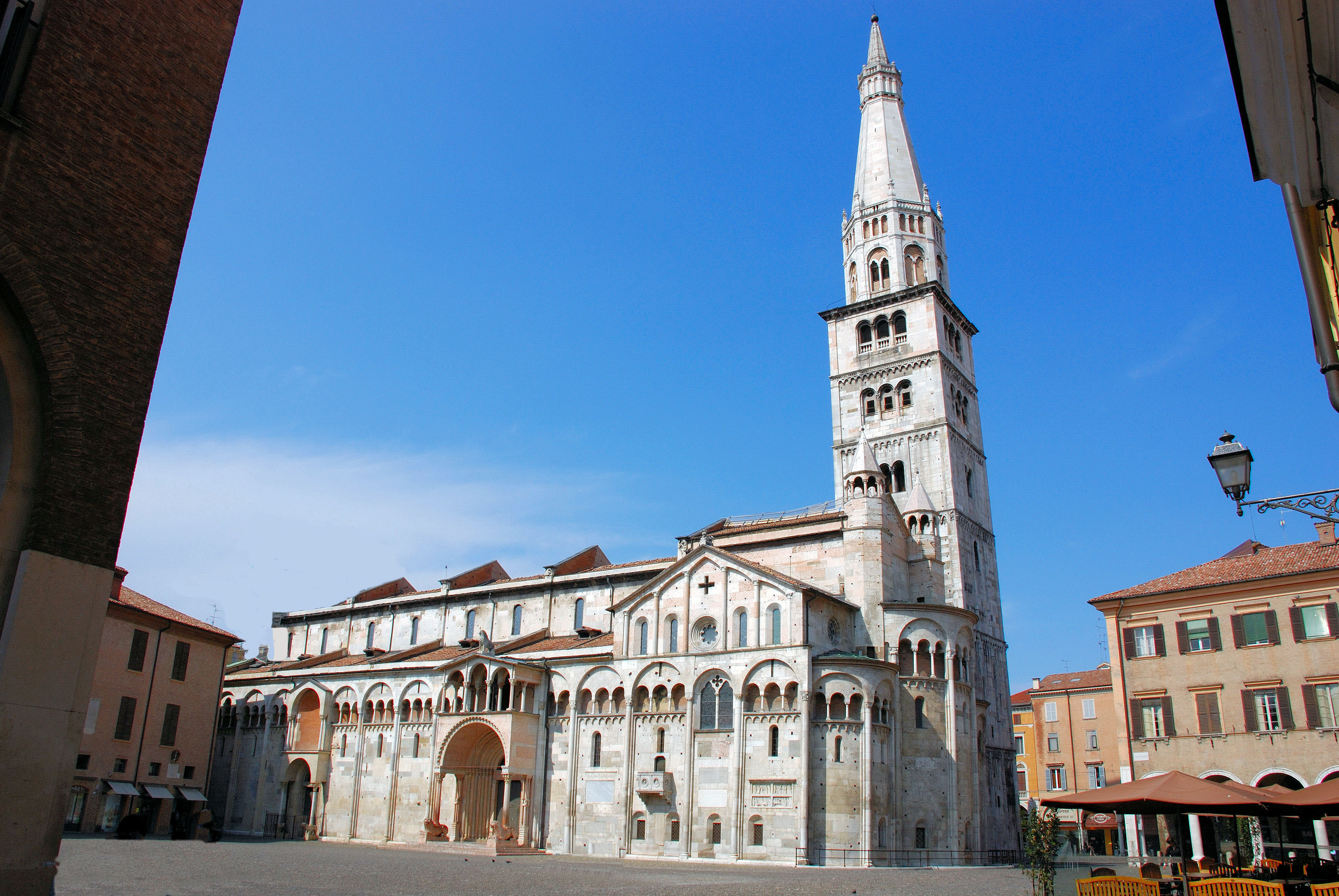
Dom San Geminiano mit Ghirlandina-Turm

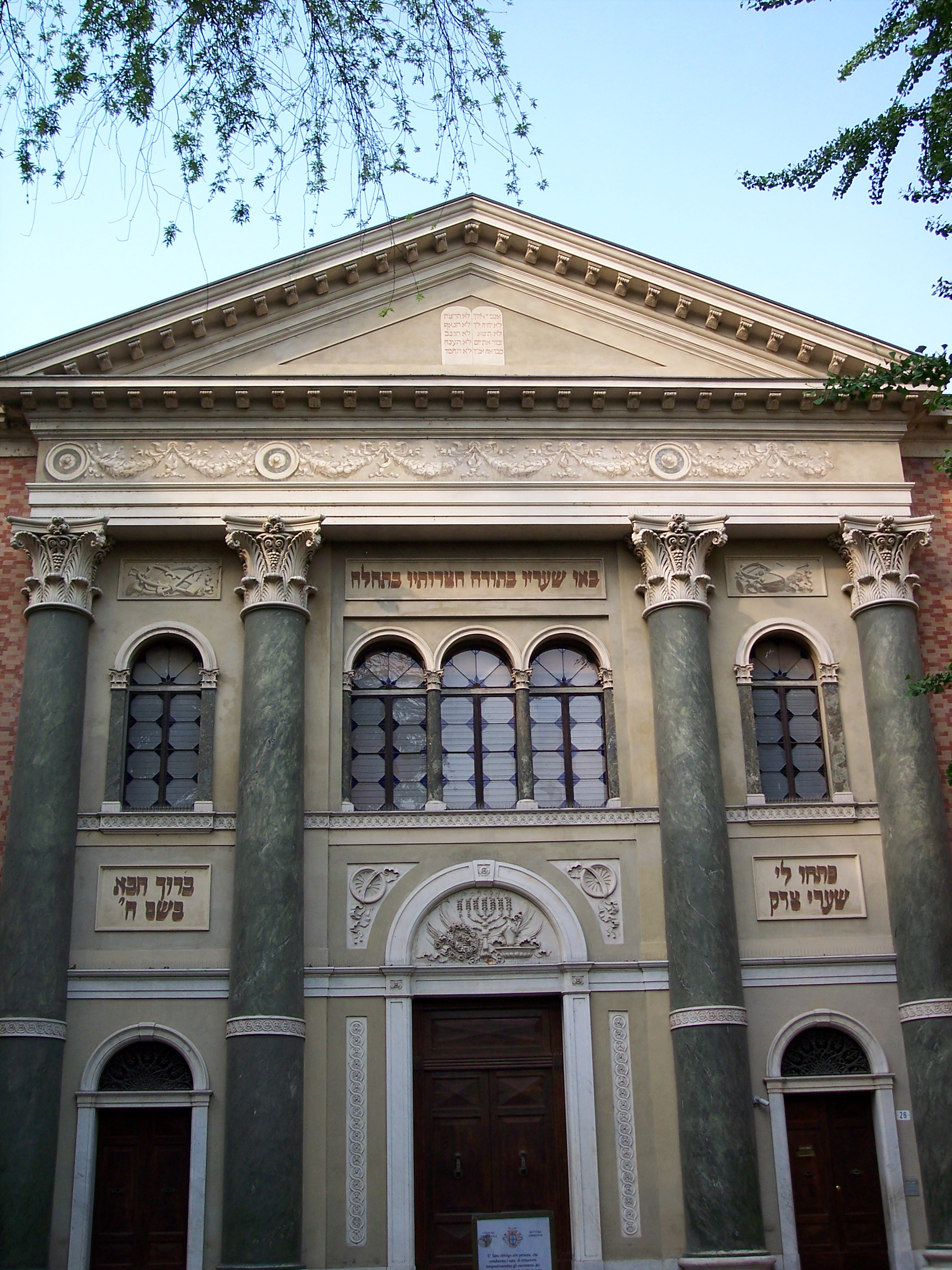
Die Synagoge von Modena an der Piazza Mazzini

Modena hat seinen Ursprung in der etruskischen Siedlung Mutina. Sie wurde zu Beginn des 4. Jahrhunderts v. Chr. von den keltischen Boiern erobert und kam während der Keltenkriege im Jahr 222 v. Chr. als Mutina in den Besitz der Römer, wobei deren Herrschaft jedoch in den ersten Jahren durch Aufstände der Boier und den Einfall Hannibals in Norditalien gefährdet war.
183 v. Chr. wurde Mutina durch Marcus Aemilius Lepidus Sitz einer römischen Kolonie in der Provinz Gallia cisalpina. Die römische Stadt lag unmittelbar südöstlich der modernen Stadt und befindet sich mehrere Meter unterhalb. Im Kaiserreich scheint die Stadt eine gewisse Bedeutung gehabt zu haben. Ihre Weingärten und Töpfereien werden von Plinius erwähnt, wobei letztere einen erheblichen Exporthandel betrieben. Das Territorium grenzte an das von Bologna und Regium, und im Süden scheint es bis zum Apenninenkamm ausgedehnt gewesen zu sein. Während der Bürgerkriege verharrte 78 v. Chr. Marcus Iunius Brutus innerhalb der Stadtmauern gegen Gnaeus Pompeius Magnus. 43 v. Chr. wurde der Ort während des Mutinensischen Krieges von Decimus Iunius Brutus Albinus, dem Octavian und die Konsuln Aulus Hirtius und Gaius Vibius Pansa Caetronianus Hilfe leisteten, erfolgreich gegen eine vier Monate dauernde Belagerung durch Marcus Antonius verteidigt (Schlacht von Mutina). Im 4. Jahrhundert verfiel Mutina allmählich.
Die Plünderungen Attilas, die Gotenkriege und die langobardische Periode ab (nach) 568 – 590 gelang Ostrom mit fränkischer Hilfe noch einmal die Rückeroberung – ließen es als zerstörte Stadt in einem Ödland zurück. Im 7. Jahrhundert wurde, vielleicht aufgrund einer schrecklichen Überschwemmung, 6 km nordwestlich an der Stelle des heutigen Cittanova eine neue Stadt gegründet, Città Geminiana.
Aber gegen Ende des 9. Jahrhunderts wurde Modena wieder aufgebaut und unter seinem Bischof Ludovicus befestigt. Als 1099 mit dem Bau der Kathedrale begonnen wurde, war die Stadt Teil der Besitzungen der Markgräfin Mathilde von Canossa. Aber als das Gebäude im Jahr 1184 von Lucius III. eingeweiht wurde, war die Stadt eine freie Kommune. In den Kriegen zwischen Friedrich II. und Gregor IX. stellte sie sich auf die Seite des Kaisers, wenn auch die päpstliche Fraktion stark genug war, um die Politik in Verwirrung zu stürzen. 1288 wurde Obizzo II. d’Este als Herr der Stadt anerkannt. Nach dem Tod seines Nachfolgers Azzo VIII. (1308) erhielt sie wieder ihre Unabhängigkeit als Kommune; um 1336 war die Este-Familie jedoch wieder an der Macht.
1452 wurde Modena zugunsten des Borso d’Este als Herzogtum Modena und Reggio konstituiert und von Ercole II. d’Este vergrößert und verstärkt. Bei der Einverleibung Ferraras in den Kirchenstaat 1598 wurde es herzögliche Residenz. Franz I. (1629–1658) errichtete die Zitadelle und begann den Palast, der von Franz II. wesentlich verschönert wurde. Rinaldo wurde bei den französischen Invasionen zweimal aus der Stadt vertrieben (1737). Im Gegenzug annektierte Modena 1737 die Grafschaft Novellara und stürzte die bisher dort regierenden, mit Frankreich verbündeten Gonzaga. Viele ihrer öffentlichen Gebäude verdankt die Stadt Franz III. (1737–1780), der enge Beziehungen zum Kaiserhaus Habsburg anknüpfte. Sein Sohn Ercole III. d’Este (1780–1796) ehelichte die Thronerbin des Doppelherzogtums Massa und Carrara und verband seine eigene Erbtochter Maria Beatrice mit einem Sohn der Kaiserin Maria Theresia von Österreich, Erzherzog Ferdinand von Österreich, dem Stammvater des Hauses Österreich-Este.
Das Territorium des Herzogtums Modena wuchs durch Anfall von Reichslehen wie folgt: 1527 Fürstentümer Carpi und Novi (vorher päpstlich, davor Pio), 1635 Fürstentum Corregio (vorher Corregio), 1711 Herzogtum Mirandola und Markgrafschaft Concordia (vorher Pico), 1737 Fürstentum Novellara (vorher Gonzaga) und 1743 Herzogtum Massa und Fürstentum Carrara (vorher Cibo).
Im Zuge der umwälzenden Französischen Revolutionskriege nützten dem letzten Este-Herzog jedoch diese Verbindungen nichts, 1796 wurden Stadt und Herzogtum Modena von den Franzosen besetzt und zunächst in die Cispadanische Republik umgewandelt, 1797 in die Cisalpinische Republik (Lombardei) einbezogen, die sich später zum napoleonischen „Königreich Italien“ verwandelte. Ercole III. d’Este starb 1803 im Exil in Treviso, das ihm aufgrund österreichischer Fürsprache als Entschädigung zugesprochene deutsche Herzogtum Breisgau und Ortenau regierte kurzfristig sein Schwiegersohn Ferdinand von Österreich bis 1805.
Nach dem Sturz Napoleons 1814 erhielt der älteste Sohn Ferdinands und Maria Beatrices, Franz IV. von Österreich-Este (1814–1846), die Stati Estensi zurück. Nach dem Tod seiner Mutter 1829 erbte er die Herzogtümer Massa und Carrara, sein Sohn fügte 1847 dem Staatenverbund noch das kleine Herzogtum Guastalla (vorher zu Parma) und Fivizzano (vorher zu Lucca) hinzu. Die Herrschaft Franz IV. war gegenüber Österreich teils unterwürfig, teils intrigant, innenpolitisch jedoch durchweg reaktionär und despotisch. Der Herzog versuchte vergeblich, durch die Ehe mit einer sardischen Prinzessin und die Bekämpfung des dortigen als liberal geltenden Thronfolgers Karl Albert, des Stammvaters der späteren Könige von Italien, selbst zum König von Sardinien aufzusteigen. Beim Ausbruch der Julirevolution 1830 wiederum soll Franz IV. kurzfristig geneigt gewesen sein, die revolutionäre Bewegung in Modena zu ermuntern und für seinen dynastischen Ehrgeiz auszunutzen. Doch kaum hatte die österreichische Armee den Aufständen in Mittelitalien ein Ende gesetzt, kehrte er zu seiner früheren Politik zurück und ließ jene Führer der modenesischen Liberalen, mit denen er zuvor heimlich verhandelt hatte, hinrichten.
Sein Sohn und Nachfolger Franz V. Ferdinand (1846–1859/60) folgte im Wesentlichen der Politik seines Vaters. Nachdem er im März 1848 durch die Revolution zum Verlassen seiner Länder gezwungen wurde, kehrte er im August 1849 unter dem Schutz österreichischer Truppen zurück und führte ein unbarmherzig reaktionäres, weithin verhasstes Regime. Im Juni 1859 – nach der Niederlage Österreichs in Italien gegen Frankreich und Sardinien – musste Franz V. endgültig flüchten, wobei er nicht vergaß, seine kostbarsten Kunstschätze und seine politischen Gefangenen mit sich nach Österreich zu nehmen. Im März 1860 wurden die modenesischen Staaten Teil des Königreichs Sardinien und gingen 1861 im Einheitsstaat Italien auf.
Als der gestürzte Herzog Franz V. 1875 kinderlos im österreichischen Exil verstarb, erbte sein Vermögen und den Titel eines „Erzherzogs von Österreich-Este“ der junge Erzherzog Franz Ferdinand (1863–1914), ein Neffe des österreichischen Kaisers Franz Joseph I., der seit 1896 Thronfolger von Österreich-Ungarn war und dessen Ermordung in Sarajevo im Juni 1914 den unmittelbaren Anlass des Ersten Weltkrieges bildete.
Eine Schwester Franz V., Maria Theresia von Modena († 1886), war die Gattin des letzten Thronanwärters der Bourbonen auf die französische Königskrone, des Grafen Heinrich von Chambord († 1883).

## Sehenswürdigkeiten
Stolz der Modeneser ist die Piazza Grande mit ihrem romanischen Dom San Geminiano (Duomo) und dem 88 m hohen Campanile (Torre Ghirlandina). 1997 wurde dieses Architekturensemble von der UNESCO zum Weltkulturerbe erklärt.
Der dem heiligen Geminianus, dem Schutzpatron der Stadt, geweihte Dom wurde 1099 unter dem lombardischen Baumeister Lanfranco und dem Steinmetz Wiligelmo da Modena begonnen. Er ist das wichtigste Bauwerk der Stadt. Die marmorverkleidete Backsteinfassade der Kirche wird durch typisch romanische Stilelemente wie Zwerggalerien und Blendarkaden gegliedert. Das prächtige gotische Radfenster und die zwei aufgesetzten Türmchen sowie die zwei schlichten Seitenportale schufen Steinmetze aus Campione. Über sieben Generationen waren die Wanderarbeiter aus dem norditalienischen Städtchen bei Lugano an den Bauarbeiten beteiligt, unter ihnen wurde der Dom 1322 fertiggestellt.
Wahrzeichen Modenas aber ist die Torre Ghirlandina (dt. kleine Girlande). Der für Italien typische frei stehende Glockenturm wurde Anfang des 12. Jahrhunderts im romanischen Stil begonnen und im 14. Jahrhundert von den Maestri aus Campione mit einer gotischen Turmspitze vollendet.
Dem Dom gegenüber befindet sich mit dem Palazzo Comunale (Stadthaus) der weltliche Gegenpol zum Duomo. Der Uhrturm stammt zwar noch vom ursprünglichen Bau aus dem 12. Jahrhundert, doch wurde er wie der gesamte Palast während größerer Umbauten im 16. Jahrhundert stark verändert. Die steinerne Tribüne vor dem Gebäude, die sogenannte „Pietra Ringadora“, diente als Rednerpult, von dem aus Reden an das Volk gehalten wurden. Neben dieser Funktion fungierte der Steinblock aber auch als Pranger. So wurden säumige Schuldner dazu verurteilt, ihn als Zeichen ihrer Erniedrigung dreimal mit dem nackten Gesäß zu berühren. Hier wurden auch die Leichen unbekannter Ertrunkener in der Hoffnung aufgebahrt, sie würden von einem Passanten identifiziert werden.
Zu den weiteren Sehenswürdigkeiten zählt der Palazzo Ducale, der sich abseits des historischen Zentrums von Modena befindet. Der Bau des herzoglichen Palastes wurde 1634 durch Francesco I. d’Este in Auftrag gegeben, jedoch erst Mitte des 19. Jahrhunderts fertiggestellt. Hinter der langen und imposanten Schaufassade befindet sich heute die traditionsreichste Offiziersschule Italiens, die Accademia Militare.
Lebensader der Stadt und zugleich eine der beliebtesten Flaniermeilen ist die Via Aemilia, die durch das historische Zentrum der Stadt führt. Die römische Straße ist insgesamt 262 Kilometer lang und verläuft über Bologna, Modena und Parma bis nach Piacenza in der Poebene. Ihr Bau begann 187 v. Chr. unter dem Konsul Aemilius Lepidus. Der Name der Region Emilia-Romagna geht auf die Via Emilia zurück.
In Modena gibt es eine Synagoge aus dem Jahre 1873, welche gut sichtbar und zentral an der Piazza Mazzini gelegen ist. In der Nacht zum 12. Dezember 2003 wurde sie Opfer eines Anschlags, welcher als erster islamistischer Terroranschlag auf italienischem Boden bezeichnet wurde. Der Täter arabischer Herkunft sprengte sich in der Nähe des Gebäudes in seinem Wagen mit Hilfe von Gasbomben in die Luft. Später stellte sich heraus, dass er in der lokalen islamischen Gemeinde schlecht integriert war und unter zahlreichen Psychosen litt sowie mit Psychopharmaka behandelt wurde.
Ein bedeutendes Museum der Stadt ist die Galleria Estense, in welcher die Sammlungen der Herzöge von Este gezeigt werden. Obwohl Francesco III. zur Sanierung der herzoglichen Kasse im Jahr 1746 geschätzt einhundert Gemälde an den König von Polen und sächsischen Kurfürsten verkaufen musste, stellt die Galleria Estense auch heute noch eine der wichtigsten italienischen Sammlungen dar. (Die meisten der damals verkauften Werke finden sich heute übrigens in Dresden.) Gezeigt werden Gemälde von Jacopo Tintoretto, Paolo Veronese, Guido Reni, Jacopo Bassano, Antonio da Correggio, Cosmè Tura, Tommaso da Modena, Lorenzo di Credi, Jacopo Palma dem Jüngeren, Dosso Dossi, Guercino, den Carraccis und den primitiven Emiliani. Zu den berühmtesten Werken der Sammlung zählen das Triptychon des El Greco und zwei Porträts von Francesco I. d’Este, eine Marmorbüste von Gian Lorenzo Bernini und ein Gemälde von Diego Velázquez. Weitere Schaustücke sind alte etruskische und römische Gegenstände, Keramiken, Beispiele aus der Este-Medaillensammlung und Musikinstrumente, einschließlich der berühmten Arpa Estense, einer Harfe.
Auf dem Friedhof Cimitero San Cataldo befindet sich ein kubisches Beinhaus, das 1984 nach Plänen der Architekten Aldo Rossi und Gianni Braghieri entstand.

## Wirtschaft

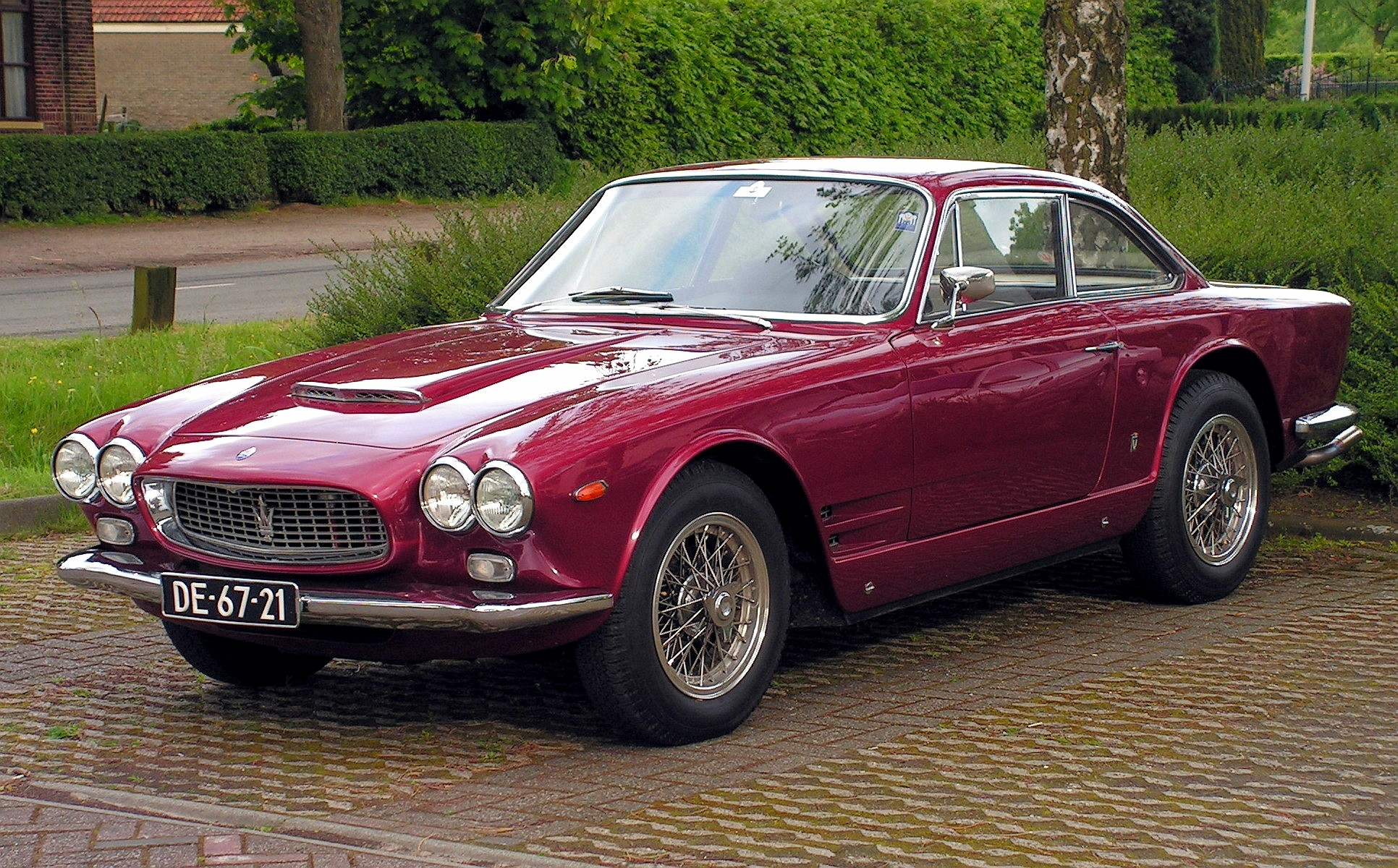
Die Nobelautomarke Maserati ist in Modena beheimatet und für sportliche Wagen der Oberklasse berühmt. Hier ein Maserati 3500 GTI.

Im Stadtgebiet und Umland befinden sich überwiegend Betriebe der Keramik- (vor allem Wand- und Bodenfliesen), Zement-, Leder- und Nahrungsmittelindustrie sowie des Maschinen- und Fahrzeugbau (Maserati). Im benachbarten Maranello, 18 km südlich von Modena, ist der Firmensitz des Automobilherstellers Ferrari (Scuderia Ferrari). In der Galleria Ferrari werden die Geschichte des Konzerns dar- und einige der Ferrari-Modelle und Rennwagen ausgestellt. Gezeigt wird auch das Büro, in dem Enzo Ferrari in der Via Trento e Trieste in Modena gearbeitet hat. Auf der anliegenden Teststrecke werden Motortests und Probefahrten von Ferrari und Maserati in den angrenzenden Apenninen durchgeführt. 20 km östlich von Modena liegt Sant’Agata Bolognese, hier ist Automobili Lamborghini zuhause. Weiterhin befindet sich der Sitz des Sportwagenherstellers Pagani Automobili in San Cesario sul Panaro bei Modena. Zu den in Modena beheimateten Dienstleistungsunternehmen zählt das Kreditinstitut BPER Banca.
Im Umland der Stadt spielt dagegen immer noch die Landwirtschaft eine wichtige Rolle. Dort wird der bekannteste Lambrusco (Lambrusco di Sorbara), ein rubinroter, manchmal leicht schäumender (frizzante) Wein gekeltert und in die ganze Welt exportiert. Außerdem befinden sich in der Umgebung von Modena die größten Kirschenhaine Italiens. Darüber hinaus sind der Aceto balsamico di Modena (Balsamessig) sowie der Grana Padano und der Parmigiano Reggiano (Parmesankäse) weitere Exportartikel. Landwirtschaft und Lebensmittelindustrie der Provinz Modena wurden durch die Erdbeben vom 20. und 29. Mai 2012 stark in Mitleidenschaft gezogen und meldeten Schäden von 400 Millionen Euro.

## Klima
|                       | Jan | Feb | Mär  | Apr  | Mai  | Jun  | Jul  | Aug  | Sep  | Okt  | Nov  | Dez |   |      |
| Mittl. Tagesmax. (°C) | 4,4 | 7,7 | 12,3 | 17,5 | 22,3 | 26,2 | 29,0 | 27,7 | 23,7 | 18,0 | 10,8 | 5,2 | ⌀ | 17,1 |
| Mittl. Tagesmin. (°C) | 0,1 | 2,1 | 5,0  | 9,0  | 13,2 | 16,9 | 19,5 | 18,7 | 15,8 | 11,3 | 6,0  | 0,9 | ⌀ | 9,9  |
|                       |     |     |      |      |      |      |      |      |      |      |      |     |   |      |
| Niederschlag (mm)     | 52  | 41  | 44   | 48   | 52   | 50   | 38   | 47   | 51   | 64   | 69   | 56  | Σ | 612  |
|                       |     |     |      |      |      |      |      |      |      |      |      |     |   |      |
| Regentage (d)         | 7   | 6   | 6    | 6    | 7    | 6    | 4    | 6    | 5    | 6    | 9    | 7   | Σ | 75   |

| 0,1 |

| 2,1 |

| 5,0 |

| 9,0 |

| 13,2 |

| 16,9 |

| 19,5 |

| 18,7 |

| 15,8 |

| 11,3 |

| 6,0 |

| 0,9 |

| 0,1 |

| 2,1 |

| 5,0 |

| 9,0 |

| 13,2 |

| 16,9 |

| 19,5 |

| 18,7 |

| 15,8 |

| 11,3 |

| 6,0 |

| 0,9 |

| N i e d e r s c h l a g | 52  | 41  | 44  | 48  | 52  | 50  | 38  | 47  | 51  | 64  | 69  | 56  |
|                         | Jan | Feb | Mär | Apr | Mai | Jun | Jul | Aug | Sep | Okt | Nov | Dez |

## Veranstaltungen
Bis zum Tod von Luciano Pavarotti im September 2007 fand einmal jährlich im Mai im Parco Novi Sad das Konzert „Pavarotti and Friends“ statt, ein Konzert des in Modena lebenden Startenors mit berühmten Pop- und Rockstars aus aller Welt.

## Alternatives Leben
Seit dem Juli 2000 befindet sich im Umland der „spazio sociale libertario/anarchico“ Libera, ein soziales autonomes Zentrum, das in Modena mit sozialen Veranstaltungen und ökologischem Engagement gegen den Bau eines Autodroms und gegen die Verdopplung der örtlichen Müllverbrennungsanlage in Erscheinung getreten ist und aus der auch andere Initiativen hervorgingen, etwa eine Hausbesetzung durch das „Comitato per il diritto alla casa“ und der USI Modena für drei wohnungslose tunesische Familien.

## Flaggen
Bis zur Einigung Italiens wurde in Modena die Flagge des Herzogtums Modena und Reggio benutzt. Heute orientiert sie sich an den Farben des Stadtwappens.

Vor 1830
1830–1859
Heutige Flagge

## Sport
In Modena ist der Fußballverein FC Modena beheimatet, der aktuell in der Serie B spielt.

## Städtepartnerschaften
- Linz in Österreich seit 1992
- Londrina in Brasilien
- Novi Sad in Serbien
- Saint Paul in den Vereinigten Staaten, seit 1999

## Persönlichkeiten
Bekannte Persönlichkeiten der Stadt sind in der Liste von Persönlichkeiten der Stadt Modena aufgeführt.